# サイモン・ジェラン
サイモン・ジェラン（サイモン・ジェランス、サイモン・ゲランス、Simon Gerrans、1980年5月16日 - ）は、オーストラリア、メルボルン出身の自転車競技（ロードレース）選手。

## 経歴
2004年AG2R・プレヴォワイアンス（現 AG2R・ラ・モンディアル）とトレーニー（セミプロ扱い）契約。
2005年にAG2R・プレヴォワイアンスとプロ契約を結ぶ。
2008年、クレディ・アグリコルに移籍。ツール・ド・フランス第15ステージでは、大雨の中最後まで逃げ続けた3名から飛び出し、見事キャリア初のグランツール優勝を決めた。
2009年、クレディ・アグリコルが2008年限りで解散したため、チームメイトであるトル・フースホフトらとともに、サーヴェロ・テストチームに移籍。ジロ・デ・イタリア第14ステージでは160kmを逃げ切り勝利。ブエルタ・ア・エスパーニャ第10ステージでは、登りで飛び出した4名のスプリントを制して勝利。これで全てのグランツールを制覇した。GP西フランス・プルエーでは、前年優勝者のピエリック・フェドリゴらとのスプリント争いを制し優勝。
2010年、チーム・スカイに移籍。
2012年、グリーンエッジに移籍。グリーンエッジの初陣となるツアー・ダウンアンダーにて、見事全員オーストラリア人のメンバーで総合優勝を獲得した。
2016年ブエルタ・ア・エスパーニャ第14ステージでは、逃げに乗っていたサイモン・ゲランスとマグナス・コルト・ニールセン、イェンス・クークレールが集団から抜け出したサイモン・イェーツを牽くことでライバルたちから1分以上のアドバンテージを得ることに成功。見事な前待ち作戦に敢闘賞が与えられた。
2018年、BMC・レーシングチームに移籍。同年、引退。

## 主な戦績

### 2004年
- パリ〜コレーズ　総合2位
- ヘラルド・サン・ツアー 区間優勝（第9ステージ）

### 2005年
- ツール・デュ・フィニステール　優勝
- ツール・ド・フランス　初出場（総合126位）
- ヘラルド・サン・ツアー　総合優勝、区間優勝（第3ステージ）

### 2006年
- ツアー・ダウンアンダー　総合優勝、区間優勝（第1ステージ）
- ヘラルド・サン・ツアー　総合優勝

### 2007年
- グランプリ・ド・プリュムレック＝モルビアン　優勝

### 2008年
- クリテリウム・アンテルナシオナル　区間1勝（第2ステージ）
- ルート・デュ・スュド　区間1勝（第1ステージ）
- ツール・ド・フランス　区間優勝（第15ステージ）

### 2009年
- グランプリ・ディ・ルガーノ　3位

- アムステルゴールドレース　7位
- リエージュ〜バストーニュ〜リエージュ　6位
- ジロ・デ・イタリア　区間優勝（第14ステージ）
- GP西フランス・プルエー　優勝
- ブエルタ・ア・エスパーニャ　区間優勝（第10ステージ）

### 2011年
- オーストラリア選手権　3位（ロードレース）

- アムステルゴールドレース　3位
- デンマーク一周　総合優勝
- GP西フランス・プルエー　2位

### 2012年
- オーストラリア選手権　優勝（ロードレース）
- ツアー・ダウンアンダー 総合優勝
- ミラノ〜サンレモ 優勝
- クラシカ・サンセバスティアン 2位
- グランプリ・シクリスト・ド・ケベック 優勝
- グランプリ・シクリスト・ド・モンレアル 4位
- UCIワールドツアー　総合6位

### 2013年
- ツアー・ダウンアンダー　区間優勝（第5ステージ）

- カタルーニャ一周　区間優勝(第6ステージ)
- バスク一周　区間優勝(第1ステージ)
- アムステルゴールドレース　3位
- リエージュ〜バストーニュ〜リエージュ　10位
- ツール・ド・フランス　区間優勝（第3ステージ、第4ステージ・チームタイムトライアル）

### 2014年
- オーストラリア選手権　優勝（ロードレース）

- ツアー・ダウンアンダー　総合優勝、ポイント賞、区間優勝（第1ステージ）
- アムステルゴールドレース　3位
- リエージュ〜バストーニュ〜リエージュ　優勝
- ヴァッテンフォール・サイクラシックス　3位
- グランプリ・シクリスト・ド・ケベック　優勝
- グランプリ・シクリスト・ド・モンレアル　優勝
- 世界選手権　2位（ロードレース）

### 2015年
- ジロ・デ・イタリア　区間優勝（第1ステージ・チームタイムトライアル）

### 2016年
- ツアー・ダウンアンダー　総合優勝、スプリント賞、区間優勝（第3，4ステージ）
- ブエルタ・ア・エスパーニャ　 敢闘賞（第14ステージ）